# Съезды русских князей
Съезды русских князей (по-древнерусски «снемы») — личные встречи Рюриковичей, предпринимаемые для урегулирования разногласий и совместного решения вопросов внутренней и внешней политики. Проводились в эпоху Древнерусского государства и в русских княжествах с XI по XIV век.
Съезды носили официальный характер и имели формализованную процедуру. По форме они представляли собой «семейный» совет, что отвечало существовавшему в княжеской среде представлению, что все части Руси управляются братьями одного рода. В XI — начале XII веков решения крупных съездов, в которых принимали участия все старшие князья своего поколения, определяли политическое устройство Киевской Руси. В последующий период, в условиях разрастания династии и наступления феодальной раздробленности, появились региональные съезды, проводившиеся среди княжеских ветвей в рамках той или иной земли, и встречи отдельных князей. При этом вплоть до монгольского нашествия периодически продолжали собираться и общерусские съезды, успешно решавшие, в первую очередь, задачи организации совместных походов против кочевников. Особым видом съездов были т. н. «роты» — регулярные встречи киевских князей с половецкими ханами, предпринимаемые для поддержания мирных отношений. Нередкими для западнорусских княжеств были также совместные съезды с литовскими князьями (ригасами). По подсчётам А. С. Щавелёва, в домонгольский период на Руси в общей сложности состоялось до 170 княжеских встреч разного уровня.
В историографии съезды Рюриковичей рассматриваются как особый институт, но его роль, особенно в период раздробленности, является недостаточно изученной и трактуется диаметрально противоположно: от признания съездов высшим органом власти страны (В. Т. Пашуто) до их оценки как архаической процедуры, не оказывавшей реального воздействия на политический строй (Б. А. Рыбаков, А. П. Толочко).

## Порядок проведения, состав участников
Типичная процедура съезда выглядела следующим образом: князья каждый со своей дружиной прибывали в заранее условленное место и, расположившись отдельно друг от друга, начинали «стояние на конях». Происходил обмен послами для предварительных переговоров. Затем начинался непосредственно съезд. Местом его проведения чаще всего были княжеские шатры, разбитые вне городских стен, либо небольшие городки и замки, иногда сёла. Реже съезды проходили в Киеве и региональных столицах. В ходе съезда князья произносили речи. Договорённости имели преимущественно устную форму и сопровождались риторическими формулами и ссылками на правовые прецеденты прошлого. Достигнутые соглашения скреплялись крестоцелованием, которое должен был совершить лично каждый князь. Кресты хранили и могли предъявить в случае нарушения клятвы, такой поступок считался абсолютным грехом и очень остро воспринимался обществом. По завершении съезда устраивался пир (иногда несколько пиров, даваемых князьями друг другу по очереди). Пир сопровождался совместным распитием из одной чаши и обменом подарками. Их предметами были меха, дорогая одежда, лошади, оружие и амуниция, а также просто различные редкие или необычные вещи. Например, на съезде 1160 года Ростислав Мстиславич Смоленский присовокупил к своим дарам Святославу Ольговичу Черниговскому рыбьи зубы.
Съезды носили ярко выраженный элитарный характер. Лица некняжеского достоинства непосредственного участия в обсуждении обычно не принимали. Когда в 1096 году Святополк Изяславич и Владимир Мономах предложили своему двоюродному брату Олегу Святославичу прибыть в Киев и заключить договор в присутствии духовенства, бояр и горожан, тот презрительно заявил, что «не пристойно судить меня епископу, или игуменам, или смердам». Представители духовенства на съезды практически никогда не приглашались. Вместе с тем с конца XII века тенденции к эволюции съездов в сторону большей представительности проявились в некоторых княжествах и были связаны с процедурой передачи власти, когда правящий князь при своей жизни определял наследника. Для этого собирался «Собор», помимо князей включавший в себя представителей знати, духовенства и городов. Подобное имело место в Галицком княжестве (в 1187 году, по повелению Ярослава Осмомысла) и Владимиро-Суздальском (1211, по инициативе Всеволода Большое Гнездо). В обоих случаях съезд принимал решение о наследовании престола не тем князем, который должен был его наследовать по праву старшинства.

## Съезды XI — нач. XII вв
- Городецкий съезд (1026/1027) — первый достоверно известный съезд Рюриковичей. Состоялся между братьями Ярославом Мудрым и Мстиславом Тмутараканским — двумя из трёх оставшихся к тому времени в живых детьми Владимира. Согласно «Повести временных лет», их встреча состоялась у Городца (очевидно, Городец-Остёрский Черниговской земли, либо одноимённый Городец близ Киева). Братья заключили мир на условиях признания старшинства Ярослава и раздела «Русской земли» по Днепру. Левобережье с центром в Чернигове отошло к Мстиславу. Тем самым была выработана модель, по которой в дальнейшем улаживались конфликты между русскими князьями. Об исторической значимости съезда свидетельствует тот факт, что ещё в конце XII века Мономаховичи и Ольговичи апеллировали к нему в своих спорах;
- Съезд у Орши (10 июля 1067) — «неудавшийся» съезд сыновей Ярослава Мудрого: киевского князя Изяслава, черниговского князя Святослава и переяславского князя Всеволода с одной стороны и полоцкого князя Всеслава Брячиславича с двумя своими сыновьями — с другой. Съезду предшествовала война, в которой Всеслав потерпел поражение. Ярославичи пригласили его на встречу, поцеловав крест, что не причинят зла. Но как только Всеслав переплыл на левый берег Днепра, где располагался лагерь братьев, и вошёл в шатёр к Изяславу, он вместе с сыновьями был вероломно пленён. Его привезли в Киев и посадили в поруб. Через год его освободили восставшие киевляне, и он даже смог на короткое время стать киевским князем. Это событие пришлось на праздник Крестовоздвиженья и было воспринято современниками как божья кара за клятвопреступление;
- Вышгородский съезд (20 мая 1072) — съезд Ярославичей (Изяслава, Святослава и Всеволода), состоявшийся в присутствии митрополита и духовенства в Вышгороде для торжественного перенесения мощей Бориса и Глеба в новую каменную церковь. Большинство исследователей трактует эту церемонию как официальную канонизацию погибших князей и объясняет её желанием создать культ покровителей княжеского рода. Существует предположение, что именно на этом съезде была принята «Правда Ярославичей»;
- Съезд на Желяни (4 декабря 1093?) — съезд старших внуков Ярослава Мудрого: Святополка Изяславича, Владимира Мономаха и Олег Святославича на речке Желяни для «сотворения мира». В летописях не упомянут. О нём известно из граффити на стене киевского Софийского собора. Данное обстоятельство может свидетельствовать о том, что съезды проводились чаще, чем это отмечено в летописях. Год встречи не назван. По мнению А. С. Щавелёва, вероятнее всего она имела место в 1093 и была связана с неудачными действиями Святополка против половцев (после поражения на Стугне Святополк был разбит на Желани, а вскоре после съезда был заключён мир с половцами, ознаменованный женитьбой Святополка на дочери Тугоркана)[4];
- Любечский съезд (1097) — самый известный съезд русских князей. Состоялся в городе Любече (на Днепре) с целью договориться о прекращении войны за уделы на левобережье Днепра и сплотиться против разорявших Русь половцев. На Любечском съезде присутствовало 6 князей: князь киевский Святополк Изяславич, переяславский князь Владимир Мономах, черниговский князь Олег Святославич, его брат Давыд Святославич, волынский князь Давыд Игоревич и князь Василько Ростиславич. Любечский съезд провозгласил принцип наследования князьями земель своих отцов. Это решение констатировало наличие нового политического строя на Руси и в перспективе открыло процесс создания региональных династий.
- Городецкий съезд (весна 1098) — военный съезд, устроенный по инициативе Владимира Мономаха с Давыдом и Олегом против Святополка, после того как тот бесцеремонно нарушил договорённость Любечского съезда и пленил Василька Ростиславича, а затем позволил Давыду Игоревичу его ослепить. Братья собрались вместе с дружинами в лесу под Городцом и отправили послов к Святополку со словами: «Зачем ты зло это учинил в Русской земле и вверг нож в нас? Зачем ослепил брата своего? Если бы было у тебя какое обвинение против него, то обличил бы его перед нами, а, доказав его вину, тогда и поступил бы с ним так»[5]. Не приняв оправдания Святополка, на следующее утро братья перешли Днепр и двинулись на Киев. Святополк хотел бежать из города, но киевляне не дали ему этого сделать. Кровопролития удалось избежать при посредничестве матери Владимира Мономаха и митрополита. Святополк обязался перед братьями изгнать Давыда, но присвоил его владения.
- Съезд в Уветичах (1100) — Святополк, Владимир Мономах, Давыд и Олег Святославичи заключили между собой мир 10 августа, a 30 августа собрались вновь для суда над Давыдом Игоревичем, нарушившим перемирие, установленное в Любече. Давыд был лишён Владимиро-Волынского княжества, получив взамен городки Бужский Острог, Дубен, Чарторыйск и 400 гривен серебра. Примирение князей прекратило войну за уделы на правобережье Днепра и позволило им в последующие годы организовать широкомасштабные походы против половцев;
- Саковский съезд (1101) — съезд всех братьев (7 князей, из Святославичей присутствовал ещё и Ярослав) на реке Золотче. На съезд прибыли половецкие послы с просьбой о мире. Князья передали им предложение встретиться в городе Саков (в пределах левобережной Киевщины). Русско-половецкий съезд состоялся 15 сентября, стороны обменялись заложниками и заключили мир;
- Долобский съезд (весна 1103) — съезд Святополка и Владимира Мономаха у Долобского озера близ Киева для организации совместного похода на половцев. В отличие от предыдущих съездов переговоры проходили с участием дружины. Дружина Святополка выступила против идеи пойти в поход на половцев весной, в ответ Владимир Мономах произнёс речь, после которой дружинники не смогли ничего возразить, и Святополк согласился.

## Съезды XII — 1-й пол. XIII вв
К 1147 году относится известная встреча Юрия Долгорукого с его двоюродным братом Святославом Ольговичем в Москве в ходе междоусобицы середины XII века. Походы Юрия под Торжок (Новгородская республика), Святослава — в верховья Протвы (Смоленское княжество) были отмечены пиром, также был намечен план дальнейших действий.
В 1167 году после смерти Ростислава Мстиславича основным претендентом на киевское княжение был Мстислав Изяславич, и тогда другие князья (Владимир Мстиславич, Рюрик и Давыд Ростиславичи и младший брат Мстислава Ярослав) договорились о том, чтобы взять себе киевские волости по своей воле (место проведения съезда неизвестно), но Мстислав, узнав об этом, собрал своих сторонников и занял Киев.
В 1170 году Мстислав занял Киев (после потери его в 1169 году) и взял ряды со своими сторонниками (Владимиром Мстиславичем, Ярославом Изяславичем, Святополком Юрьевичем пинским, Всеволодовичами) перед тем, как попытаться вытеснить с Киевской земли Ростиславичей (подробнее см. Осада Вышгорода (1170)).
К 1179 году относится неудавшийся съезд русских князей с половцами для заключения мира ниже Треполя. Вместо этого половцы продолжали разорять окрестности Переяславля. Узнав о переходе русскими князьями Днепра, они ушли в степи.
В 1180 году Рюрик Ростиславич занял Киев, освободившийся после отъезда Святослава Всеволодовича в Чернигов, и созвал на съезд своих союзников, из которых летописью названы поимённо только Давыд Ростиславич вышгородский, Всеволод и Ингварь Ярославичи луцкие. Съезд был совмещён с военным сбором, в котором участвовали и галицкие войска. Давыд был послан в помощь Роману Ростиславичу против черниговцев.
Каневский съезд (1193) — съезд Святослава Всеволодовича, Рюрика Ростиславича и двух ханов лукоморских половцев, в котором предполагалось участие и двух ханов половцев-бурчевичей с левобережья Днепра, для заключения общего мира после возвращения от половцев к чёрным клобукам Кондувдея. Съезд оказался сорван из-за отказа бурчевичей ехать на правобережье Днепра.
Съезд смоленских князей был устроен в июне 1195 года в Киеве. Рюрик Ростиславич, занявший Киев после смерти своего старшего соправителя Святослава Черниговского, вызвал брата Давыда Ростиславича для обдумывания вопросов о будущем Киевского княжества и «братии» — то есть перераспределении столов. Участники поочерёдно давали пиры друг другу. Сначала Рюрик для Давыда в Вышгороде, затем Ростислав Рюрикович для Давыда — в Белгороде, затем сам Давыд давал пиры для родичей, чёрных клобуков и киевлян. Попытка Ростиславичей ограничить круг претендентов на киевские волости только потомством Мстислава Великого (Роман Мстиславич волынский получил Поросье) столкнулась с противодействием Всеволода Большое Гнездо и Ольговичей (подробнее см. Междоусобная война на Руси (1196)).
Киевский съезд (1223) — очень широкий по составу участников съезд русских князей, собранный Мстиславом Романовичем киевским с подачи его двоюродного брата Мстислава Мстиславича галицкого и тестя последнего половецкого хана Котяна, чьи владения в Северном Причерноморье подверглись монгольскому нашествию. Также в съезде участвовали Ольговичи Мстислав Святославич черниговский и Михаил Всеволодович, сын киевского князя Всеволод и другие. На съезде было решено, что если предадутся половцы татарам, то тяжелее нам будет и лучше нам встретить их на чужой земле, чем на своей, несмотря на отсутствие Юрия Всеволодовича. Силы Северо-Восточной Руси пришли на юг уже после поражения главных русско-половецких сил на Калке.
Киевский съезд (1231) — княжеский съезд смоленских Ростиславичей и черниговских Ольговичей 6 апреля 1231 года, приуроченный к поставлению Кирилла на ростовскую епископскую кафедру. Лаврентьевская летопись, повествующая о съезде, умалчивает о его решениях. Хронологически съезд совпал с заключением династического брака между старшим сыном Юрия Всеволодовича владимирского Всеволодом и дочерью Владимира Рюриковича киевского и предшествовал передаче Торческа Владимиром Рюриковичем киевским через Даниила Галицкого сыновьям Мстислава Удатного, неудаче Михаила в борьбе за новгородское княжение и включению его в борьбу за Киев.

## Съезды в русских княжествах

### Новгородская земля
- Новгородско-полоцкий съезд отмечен под 1191 годом. Новгородский князь Ярослав Владимирович и новгородцы собрались с полоцкими князьями в Великих Луках по вопросу о походе на литву и чудь. Ярослав вернулся в Новгород «одарен» и вскоре совершил удачный поход в землю чуди, взяв Юрьев.

- В 1213 году литовский князь Довгерд (Даугеруте, Даугирдас, Дангерут) приехал с подарками «к великому королю новгородскому» Мстиславу Мстиславичу и заключил с ним союз против ливонцев. На обратном пути Довгерд был захвачен крестоносцами и отправлен в тюрьму Венденской крепости, где и умер.

### Черниговское княжество
В Черниговской земле регулярно проходили съезды Ольговичей. Первый из них состоялся в 1142 году в селе Ольжичи. Старший князь Всеволод Ольгович, в то время правивший в Киеве, встретился со своими братьями: Святославом и Игорем Ольговичами и Владимиром и Изяславом Давыдовичами. Обсуждались вопросы владения столами и раздел земли вятичей. Последнее требование Всеволод осуществить отказался. Обиженные братья заняли солидарную позицию, поцеловав крест друг с другом, и покинули съезд, отказавшись принять приглашение Всеволода на пир. Через послов они передали брату: «Ты сидишь в Киеве; а мы просим у тебя Черниговской и Новгородской [то есть Новгород-Северской] волости, Киевской не хотим». Примирение было достигнуто на новом съезде, который прошёл в том же году в Киеве.
В 1159 году отмечен съезд в Лутаве между Изяславом Давыдовичем, бывшим старшим князем Черниговской земли, ушедшим в Киев и на тот момент воевавшим с галицкими князьями, и его соперником, сменившем его на черниговском столе, Святославом Ольговичем. На встрече также присутствовали Олег и Игорь Святославичи (последнему — будущему герою «Слова о полку Игореве» — в тот момент было всего 8 лет; его упоминание, возможно, является позднейшей вставкой) и Святослав Всеволодович. По словам летописи, «была любовь между ними великая три дня и многие дары». По окончании съезда князья отправили послов к противникам Изяслава в Галич и Волынь, чтобы сообщить о достигнутом союзе.
В 1179 году Святослав Всеволодович организовал съезд родственников в Любече, ряды им давая после смерти Олега Святославича.
В 1180 году Святослав Всеволодович созвал съезд Ольговичей для обсуждения вопроса о том, куда именно провести поход против смоленских Ростиславичей: на Киев или на Смоленск. В качестве участников съезда упомянуты летописью Ярослав Всеволодович, Игорь и Всеволод Святославичи. Также участвовали сыновья Святослава Всеволодовича. Поход после изменения стратегической обстановки был начат против Всеволода Большое Гнездо, затем направлен против Давыда смоленского, а потом против Рюрика киевского.
В 1190 году также был съезд Ольговичей за Днепром, точное место проведения неизвестно. Войтович В. Л. связывает с этим съездом распределение уделов в Чернигово-Северщине.
В 1194 году Святослав Всеволодович созвал съезд в Рогове, на котором со своим братом Ярославом и двоюродными братьями Игорем и Всеволодом Святославичами обсуждал идею похода на Рязань.
Последний съезд Ольговичей имел место в 1206 году в Чернигове. Его собрал Всеволод Святославич Чермный вскоре после гибели Романа Галицкого и возникновения проблемы наследования его обширных владений. На встрече присутствовали кроме черниговских князей Владимир Северский с родственниками, Мстислав Смоленский с племянниками и половцы. Результатом съезда считается решение о походе на Галич, но Войтович связывает с ним распространение любечских принципов на Черниговскую землю, а именно закрепление уделов (включая Новгород-Северский) за различными линиями Ольговичей.

### Рязанское княжество
В Рязанской земле известно о двух крупных съездах. Первый из них — съезд в Исадах (20 июля 1217 года) — обернулся беспрецедентным для Руси случаем — заговором с целью убийства участников. Рязанский князь Глеб Владимирович и его брат Константин пригласили шестерых других рязанских князей для заключения общего договора («поряда») в село Исады (в 7 км от Старой Рязани). Ничего не подозревающие гости зашли вместе со своими боярами и слугами в шатёр к Владимировичам, и начался пир. В его разгаре Владимировичи выхватили мечи и набросились на братьев вместе со своими воинами и половцами, прятавшимися рядом с шатром. Все шестеро князей: младший Владимирович Изяслав, Михаил Всеволодович, Ростислав и Святослав Святославичи, Роман и Глеб Игоревичи погибли. Однако воспользоваться плодами своего злодеяния Глебу не удалось. Новым великим князем Рязанским стал Ингварь Игоревич, который на съезд опоздал. В следующем году он отбил нападение Владимировичей и половцев (после этого Глеб бежал к половцам и вскоре умер), а затем совершил крупный карательный поход на половецкую территорию. Его правление в Рязани положило конец длинной череде усобиц и продолжалось вплоть до самой смерти в 1235 году.
В следующий раз все рязанские, а также муромские князья собрались на совет в конце 1237 года, когда началось нашествие монголов. Состав участников известен по позднему описанию из «Повести о разорении Рязани Батыем», в котором многие имена отражены недостоверно. Помимо великого князя рязанского Юрия Ингваревича присутствовали Олег Ингваревич Красный, Роман Ингваревич, Давыд Ингваревич муромский (вероятно, Юрий Давыдович), Глеб Ингваревич Коломенский (?), Всеволод пронский (вероятно, сын Михаила Всеволодовича пронского) и другие князья. Было принято решение не выполнять требования татар. Юрий вывел свои полки, а также полки муромских князей, на пограничную битву, которая была проиграна. Вместе с племянником Олегом Ингваревичем он возглавлял оборону Рязани и погиб при падении города.

### Галицко-Волынская Русь
- В первой половине XII века состоялся съезд в городе Шарце для решения вопроса о междоусобицах из-за волостей между сыновьями перемышльского князя Володаря Ростиславом и Владимирком.
- Съезд галицко-волынских и литовских князей во Владимире-Волынском в 1219 году. Был заключён мирный договор «старших князей» Литвы с Владимиро-Волынским княжеством. В Галицко-Волынской летописи говорится: «Бяху же имена литовских князей: се старейший Живинбуд, Давьят, Довспрунк, брат его Миндог, брат Давьялов Виликаил, и жемайтские князи: Ердивил, Выконт, а Ружевичев: Кинтибуд, Вонибут, Бутовит, Вижелк и сын его Вишлий, Китеней, Пликосова; а се Булевичи: Вишимут, его же уби Миндовг и жену его поял и братью его побих, Едивила, Спудейка; а се князи из Дяволтвы: Юдька, Пукеик, Бикши, Ликиик. Сии же вси мир даша князю Даниилову и Васильку — и бе земля покойна». Вскоре после съезда литовские князья совершили набег на земли польских князей, враждовавших в тот период с волынскими.
- В 1262 году состоялся Тернавский съезд князей.
- Съезд галицкого князя Льва Даниловича, холмского князя Шварна Даниловича и Великого князя Литовского Войшелка (Вайшагласа) в Угровеске в 1267 году. В 1267 году Войшелк отдал своё великое княжение племяннику волынского князя Василька Шварну, а сам ушел в монахи. Жил он в Михайловском монастыре, который находился в городе Угровеске. В апреле 1267 года князья Лев Данилович и Шварн Данилович приехали к нему в монастырь, Войшелк объявил о своем решении передать титул Великого князя Литовского князю Шварну Романовичу. После съезда князь Лев Данилович вернулся в монастырь и во время встречи с Войшелком предложил выпить вина. Вскоре однако между Львом и Войшелком завязалась драка, и Лев убил литовского князя, как считается из зависти к своему брату Шварну.

### Северо-Восточная Русь
Широкое распространение институт съездов получил и во Владимиро-Суздальской земле, где их проведение стало необходимым после разрастания местной династии при детях Всеволода Большое гнездо. Съезды регулярно проходили и в первые десятилетия после монгольского нашествия и были связаны с перераспределением столов. Ниже перечисляются только некоторые из них:
Суздальский съезд (7 сентября 1229) — примирение великого князя Юрия с племянниками Васильком, Всеволодом и Владимиром Константиновичами.
Владимирский съезд (1247) — после смерти Ярослава Всеволодовича в Орде. Утверждение Святославом Всеволодовичем племянников на уделах.
Владимирский съезд (1296)
Дмитровский съезд (1301) — съезд четырёх князей: великого князя Владимирского Андрея Александровича, Тверского князя Михаила Ярославича, Переяславского князя Ивана Дмитриевича и Московского князя Даниила Александровича, состоявшийся в городе Дмитрове для того чтобы прекратить междоусобицу из-за Дмитровского княжества.
Переяславо-Залесский съезд (1374) — съезд русских князей в Переяславле-Залесском, по случаю крещения Юрия Дмитриевича — сына московского князя. Крестил преподобный Сергий Радонежский. На съезде кандидатом в митрополиты (на должность наместника владимирской епархии) был избран московский ставленник Митяй. Взамен в состав Суздальской епархии были возвращены Нижний Новгород и Городец, исключённые оттуда при митрополите Алексии, и епископом суздальским стал Дионисий. Также съезд, проведённый вскоре после начала «розмирия» Дмитрия Ивановича с Мамаем, предположительно служил консолидации вокруг Москвы антиоордынских сил, в том числе и находившихся в составе Великого княжества Литовского.